# Liste de lois scientifiques
Liste des lois scientifiques par disciplines, par années de découverte et par ordre alphabétique.
Les libellés en italique sont des alias ou des redirections.

## Liste des lois scientifiques par disciplines

### Lois scientifiques en mathématiques
- Loi affine
- Loi de Morrie
- Loi de probabilité
- Loi des sinus

### Lois scientifiques en physique
- Loi affine
- Loi des aires (aérodynamique)
- Poussée d'Archimède
- Lois du mouvement de Newton
- Loi de refroidissement de Newton
- Loi de Tate
- Loi de Volta
- Loi de Young-Dupré
- Première loi de la thermodynamique

### Lois scientifiques en chimie
- Loi d'action de masse

### Lois scientifiques en optique
- Loi de Beer-Lambert
- Loi de Bragg
- Formule de Briot
- Loi de Cauchy (optique)
- Formule de Gullstrand
- Formule de Hagen-Rubens
- Formule de Hartmann
- Principe de Huygens-Fresnel
- Formalisme de Jones
- Loi de Kasha
- Loi de Kirchhoff
- Relations de Kramers-Kronig
- Invariant de Lagrange-Helmholtz
- Loi de Lambert
- Équation de Lorentz et Lorenz
- Loi de Malus - Théorème de Malus
- Théorie de Mie
- Loi de Moseley
- Loi de Rayleigh-Jeans
- Formule de Redtenbacher
- Loi de Scheimpflug
- Équation de Sellmeier
- Lois de Snell-Descartes

### Lois scientifiques en astronomie
- Lois de Kepler

### Lois scientifiques en probabilités
- Loi arc sinus
- Loi de Bates
- Loi de Benford
- Loi de Benktander
- Loi de Bernoulli
- Loi bêta
- Loi bêta-binomiale négative
- Loi bêta décentrée
- Loi bêta prime
- Loi bêta rectangulaire
- Loi bêta-binomiale
- Loi binomiale négative
- Loi binomiale négative étendue
- Loi binomiale
- Loi de Burr
- Loi de Cantor
- Loi de Cauchy
- Loi du χ
- Loi du χ²
- Loi du χ² non centrée
- Loi du χ non centrée
- Loi de Conway-Maxwell-Poisson
- Loi du cosinus surélevé
- Loi de Dagum
- Loi de Davis
- Loi de Delaporte
- Loi du demi-cercle
- Loi demi-normale
- Loi de Dirichlet
- Loi d'Erlang
- Loi exponentielle

## Liste des lois scientifiques par années de découverte

### Lois scientifiques découvertes dans l'Antiquité
- Poussée d'Archimède

### Lois scientifiques découvertes auXVIIesiècle
- Lois de Kepler

### Lois scientifiques découvertes auXVIIIesiècle
- Lois du mouvement de Newton
- Loi de refroidissement de Newton

### Lois scientifiques découvertes auXIXesiècle
- Première loi de la thermodynamique
- Loi d'action de masse (1864)
- Loi de Cauchy (optique)
- Loi de Poisson
- Loi de Tate
- Loi de Volta

### Lois scientifiques découvertes auXXesiècle
- Loi de Morrie
- Loi de Young-Dupré

## Liste des lois scientifiques par ordre alphabétique
Pour l'établissement de l'ordre alphabétique, il a été convenu ce qui suit :
- Si le nom de la loi comprend des noms de scientifiques, on se base sur le premier nom propre cité.
- Si le nom de la loi ne comprend pas de nom de scientifiques, on se base sur le premier nom commun apparaissant en dehors du mot loi.

### A
- Loi d'action de masse ou de Guldberg et Waage (chimie)
- Loi affine (physique)
- Loi des aires (aérodynamique)
- Loi des aires ou deuxième loi de Kepler (astronomie)
- Loi de l'arc sinus
- Loi ou poussée d'Archimède (physique)
- Loi d'Arrhenius (chimie)
- Loi de l'attraction universelle ou loi universelle de la gravitation ((physique/mécanique))
- Loi d'Avogadro ou d'Avogadro-Ampère (thermodynamique)

### B
- Loi de Cassie-Baxter ou de Cassie (physique)
- Loi de Beer-Lambert ou de Beer-Lambert-Bouguer ou de Bouguer (physique/optique)
- Loi de Benford (statistique)
- Loi/distribution de Bernoulli (théorie des probabilités)
- Loi bêta (théorie des probabilités/statistique)
- Loi binomiale (théorie des probabilités/statistique)
- Loi binomiale négative (théorie des probabilités/statistique)
- Loi de Biot et Savart (magnétostatique)
- Loi de Blagden (chimie)
- Loi de distribution de Boltzmann
- Loi du zéro-un de Borel (théorie des probabilités)
- Loi de Bouguer ou de Beer-Lambert ou de Beer-Lambert-Bouguer (physique/optique)
- Loi de Bouguer-Weber ou de Weber-Fechner (psychophysique)
- Loi de Boyle-Mariotte ou de Boyle ou de Mariotte (physique)
- Loi de Bragg (physique)

### C
- Loi de Cassie ou de Cassie-Baxter (physique)
- Loi de Cauchy (optique)
- Loi de Cauchy ou de Lorentz (théorie des probabilités)
- Loi de Charles (thermodynamique)
- loi du χ² (théorie des probabilités)
- Loi de Child-Langmuir (effet de charge d'espace)
- Lois de Clément et Desormes
- Loi de comportement ou de déformation (science des matériaux)
- Loi de composition (mathématiques)
- Loi de composition interne (mathématiques)
- Loi conjointe
- Loi de la conservation de la masse ou loi de Lavoisier (physique/chimie)
- Loi de constance des angles (cristallographie)
- Loi de Coulomb (électrostatique)
- Loi de Coulomb (mécanique)
- Loi de la cryométrie, une des trois lois de Raoult (chimie)
- Loi de Curie (Pierre Curie) (magnétisme)
- Loi de Curie sur les propriétés de symétrie (Pierre Curie) (physique)
- Loi de Curie-Weiss (Pierre Curie) (magnétisme)

### D
- Relation de Gladstone-Dale ou loi de Gladstone (physique/optique)
- Loi de Dalton ou des pressions partielles (thermodynamique)
- Lois de Descartes ou de Snell-Descartes (optique géométrique)
- Loi de déformation ou de comportement (science des matériaux)
- Lois de distribution
- Loi de Dulong et Petit (thermodynamique)

### E
- Loi de l'ébulliométrie, une des trois lois de Raoult (chimie)
- Loi/théorie/principe des états correspondants (thermodynamique)
- Loi exponentielle (théorie des probabilités)
- Loi double exponentielle ou loi/distribution de Laplace (théorie des probabilités/statistique)

### F
- Loi de Faraday ou de Lenz-Faraday (électromagnétisme)
- Lois de Faraday (électrochimie)
- Loi de Weber-Fechner ou de Bouguer-Weber (psychophysique)
- Lois de Fick (physique)
- Loi de Fourier (transfert thermique)

### G
- Loi gaïenne ou lois de la nature (écologie)
- Loi Gamma (théorie des probabilités/statistique)
- Loi de Gauss ou loi gaussienne ou loi de Laplace-Gauss ou loi normale (théorie des probabilités)
- Loi de Gay-Lussac (thermodynamique)
- Loi des gaz parfaits (thermodynamique)
- Loi géométrique (théorie des probabilités)
- Règles des phases de Gibbs ou relation de Gibbs ou loi/règles des phases (thermodynamique)
- Loi de Gladstone ou relation de Gladstone-Dale (physique/optique)
- Loi de Graham (physique/chimie)
- Loi des grands nombres (statistique)
- Lois de Grassmann (trois lois) (psychophysique/psychologie expérimentale)
- Loi universelle de la gravitation ou loi de l'attraction universelle ((physique/mécanique))
- Loi de Guldberg et Waage ou d'action de masse (chimie)

### H
- Loi de Hagen-Poiseuille ou de Poiseuille (mécanique des fluides)
- Loi de Hall-Petch (physique)
- Loi de Henry (physique/chimie)
- Loi de Hess (chimie)
- Loi expérimentale de van 't Hof (influence de la température sur une réaction chimique) (chimie)
- Loi d'homogénéisation isotopique (physique/astrochimie)
- Loi de Hooke (mécanique des milieux continus)
- Loi de l'hydrostatique
- Loi hypergéométrique (théorie des probabilités)

### I
- Loi d'invariance

### J
- Loi de Joule ou effet Joule (électricité)
- Lois de Joule (deux lois) (thermodynamique)
- Loi de Jurin (physique)

### K
- Lois de Kepler : trois lois : loi des orbites, des aires et des périodes (astronomie)
- Lois de Kirchhoff : loi des mailles et loi des nœuds (électricité)
- Loi du rayonnement de Kirchhoff (physique/optique)
- Loi de Kohlrausch (chimie)
- Loi de Kozeny-Carman, dérivée de la loi de Poiseuille (mécanique des fluides)

### L
- Loi de Lambert ou loi en cosinus de Lambert (optique)
- Loi/distribution de Laplace ou loi double exponentielle (théorie des probabilités/statistique)
- Loi de Laplace (thermodynamique)
- Loi de Laplace ou équation de Laplace-Young (capillarité) (physique)
- Loi de Laplace-Gauss ou loi de Gauss ou loi gaussienne ou loi normale (théorie des probabilités)
- Loi de Lavoisier ou conservation de la masse (physique/chimie)
- Loi de Le Chatelier ou loi générale de modération (physique/chimie)
- Loi expérimentale de Le Chatelier (influence de la pression sur une réaction chimique) (chimie)
- Loi de Lenz-Faraday ou de Faraday (électromagnétisme)
- Loi du logarithme itéré (théorie des probabilités/statistique)
- Loi log-normale (théorie des probabilités/statistique)
- Loi de Lorentz ou de Cauchy (théorie des probabilités)

### M
- Loi de Magnus
- Loi des mailles, une des deux lois de Kirchhoff (électricité)
- Principe de Malus
- Loi de Malus-Dupin
- Loi de Mariotte ou de Boyle-Mariotte ou de Boyle (physique)
- Loi de masse ou des masses (physique)
- Loi de distribution des vitesses de Maxwell (thermodynamique)
- Lois de Mendel : trois lois : loi d'uniformité des hybrides de première génération, loi de disjonction des allèles et loi de ségrégation indépendante des caractères héréditaires multiples (biologie)
- Loi de Metcalfe (informatique)
- Loi générale de modération ou loi de Le Chatelier (physique/chimie)
- Loi de Moseley (physique)
- Loi de Morrie (mathématiques)

### N
- Loi de Nernst-Einstein (physique)
- Lois du mouvement de Newton (physique/mécanique)
- Loi de refroidissement de Newton (thermodynamique)
- Loi des nœuds, une des deux lois de Kirchhoff (électricité)
- Loi normale ou loi de Gauss ou loi gaussienne ou loi de Laplace-Gauss (théorie des probabilités)
- Loi de Norton-Hoff (mécanique des milieux continus)

### O
- Loi d'Ohm (électricité)
- Loi d'Ohm thermique (électricité)
- Loi des orbites ou première loi de Kepler (astronomie)
- Loi d'Ostwald–de Waele ou loi de puissance (physique)
- Loi de dilution d'Ostwald (chimie)

### P
- Loi de Pareto (théorie des probabilités)
- Loi de Pascal, application particulière de la loi binomiale négative (théorie des probabilités/statistique)
- Loi de Paschen (électricité)
- Loi des périodes ou troisième loi de Kepler (astronomie)
- Loi/règle des phases ou règles des phases de Gibbs ou relation de Gibbs (thermodynamique)
- Loi de Planck (physique)
- Loi de Planck-Nernst (physique)
- Loi de Poiseuille ou de Hagen-Poiseuille (mécanique des fluides)
- Loi de Poisson-Théorie des probabilités
- Loi de Pólya, application particulière de la loi binomiale négative (théorie des probabilités/statistique)
- Loi des pressions partielles ou de Dalton (thermodynamique)
- Loi de probabilité conditionnelle
- Loi de Pouillet
- Loi de puissance

### R
- Loi de Raoult (thermodynamique)
- Lois de Raoult : cryométrie, ébulliométrie, tonométrie (chimie)
- Loi/distribution de Rayleigh (théorie des probabilités/statistique)
- Loi de Rayleigh-Jeans
- Loi du rayonnement du corps noir

### S
- Loi/règle de Saytzev (ou Zaïtsev) (chimie)
- Loi de Scheimpflug
- Lois de Snell-Descartes ou de Descartes (optique géométrique)
- Loi de Soddy
- Loi de Stefan-Boltzmann
- Loi de Stigler
- Loi de Stokes
- Loi de Student

### T
- Loi de Tate
- Loi de la thermoélasticité
- Loi de la tonométrie, une des trois lois de Raoult chimie)
- Loi des tuyaux sonores

### U
- Loi uniforme discrète
- Loi uniforme continue

### V
- Loi expérimentale de van 't Hof (influence de la température sur une réaction chimique) (chimie)
- Loi de Volta

### W
- Loi de Guldberg et Waage ou d'action de masse (chimie)
- Loi de Weber-Fechner ou de Bouguer-Weber (psychophysique)
- Loi de Weibull (théorie des probabilités)
- Loi de Curie-Weiss (magnétisme)
- Loi de Wenzel
- Loi de Wiedemann et Franz
- Loi de Wien
- Loi du déplacement de Wien

### Y
- Loi de Young-Dupré
- Loi de Laplace ou équation de Laplace-Young (capillarité) (physique)

### Z
- Loi/règle de Zaïtsev (ou Saytzev) (chimie)